# Apogonia varievestis
Apogonia varievestis är en skalbaggsart som beskrevs av Heller 1896. Apogonia varievestis ingår i släktet Apogonia och familjen Melolonthidae. Inga underarter finns listade i Catalogue of Life.